# Goodenia sericostachya
Goodenia sericostachya är en tvåhjärtbladig växtart som beskrevs av Charles Austin Gardner. Goodenia sericostachya ingår i släktet Goodenia och familjen Goodeniaceae. Inga underarter finns listade i Catalogue of Life.